# ZNF687
ZNF687‏ (Zinc finger protein 687) هوَ بروتين يُشَفر بواسطة جين ZNF687 في الإنسان.